# Corporation sous le royaume de France
Pour les articles homonymes, voir Corporation et Corps de métier.
Le mot corporation est le terme utilisé, lors de leur suppression au XVIIIe siècle puis sous la Révolution française, par les tenants du libéralisme pour désigner les communautés de métiers des différents ordres qui avaient été instituées dans les villes françaises depuis le Moyen Âge. Leur existence comme institution civile est mentionnée dans plusieurs capitulaires, elle devient plus connue au XIIe siècle, mentionnée dans les ouvrages de légistes à partir du XIIIe siècle.
Ces communautés étaient une association obligatoire et de droit public, dotée d'une personnalité juridique, d'une réglementation sociale et technique et d'un pouvoir disciplinaire, dont faisaient légalement partie toutes les personnes exerçant publiquement certaines activités professionnelles dans une circonscription territoriale définie autour d'une ville ayant un échevinage ou un consulat.
Ce régime collectif d'organisations professionnelles en communautés (correspondant aux actuelles branches professionnelles), elles-mêmes subdivisées en corps, n'est pas spécifique aux artisans et aux marchands, mais aussi aux fonctions cléricales avec la création aux XIVe siècle des universités (communauté de tous les collèges et de tous les maîtres des professions associées, telles que libraires, maîtres d'école, médecins, imprimeurs, etc.) ou l'institution au XVIIe siècle de l'Hôpital général (regroupement de tous les établissements d'assistance et de soins des grandes villes). Apparue au Moyen Âge, cette organisation est caractéristique de la Société d'Ancien Régime.
Les communautés de métier ne doivent être confondues ni avec les confréries qui étaient des associations volontaires de laïcs (maîtres et compagnons confondus) sous le patronage d'un saint dans un but d'assistance et de secours mutuel, ni avec les sociétés qui étaient, comme de nos jours, des associations volontaires de plusieurs personnes « intéressées » dans le but de partager les profits et les pertes d'une entreprise commerciale ou financière déterminée.

## Catégories de métiers

### Histoire de l'organisation en communautés jurées

#### Marchands de l'eau
La communauté des Nautes existait à l'époque où Lutèce n'était qu'un simple oppidum du peuple des Parisii. Le Pilier des nautes, découvert dans la fondation de l'autel de la cathédrale Notre-Dame de Paris, montre qu'elle ne fut pas supprimée par les Romains qui possédaient aussi à Rome des corporations religieuses et laïques. Les armes de la ville de Paris et sa devise, évoquent ces nautes dont la confrérie fut à l'origine de sa création.
La première communauté française des métiers connue sous la royauté date de 1170 : c’est celle des marchands de l’eau (négociants qui étaient autorisés, seuls, à faire le commerce par la Seine, depuis Paris jusqu'à Mantes), c’est-à-dire des marchands qui faisaient arriver des produits à Paris par les voies fluviales. Ses règlements avaient été très probablement inspirés par ceux des confréries religieuses qui existaient avant elles.

#### LeLivre des métiersde Boileau et les premières réglementations royales (XIIIesiècle)
Au Moyen Âge et à l'Époque moderne on trouve deux mots utilisés pour désigner diverses sortes de communautés professionnelles : les communautés jurées ou jurandes pour celles dont les membres prêtent un serment, par opposition aux communautés réglées dont les membres sont soumis sans serment à un règlement royal. Par ailleurs, dans le Nord de l'Europe, les guildes et les hanses sont des communautés jurées de commerçants et de négociants établis en réseaux dans plusieurs lieux où il y a des foires.
Un certain nombre d'activités non marchandes relevaient du seigneur haut-justicier ou supérieur : on les appelait les métiers banaux. Dans le domaine royal, ces métiers étaient inféodés à un officier de la Couronne avec la juridiction souveraine et particulière sur toutes les maîtrises. Dans les autres régions de France, la juridiction et le droit de donner des statuts aux métiers étaient exercés par les seigneurs, les évêques ou les abbés.
À partir du règne de Saint Louis, les communautés de métiers de régions obtinrent des règlements spéciaux et distincts sur le modèle des statuts royaux.
L'organisation des métiers à Paris nous est bien connue grâce au Livre des métiers publié en 1268 par Étienne Boileau, l'un des premiers prévôts de Paris nommé par Saint Louis. L'organisation de Paris servit de modèle à d'autres villes. Les catégories et sous-catégories de métiers sont ainsi répertoriées de la façon suivante :
- alimentation (farines ; boissons ; épiceries et vivres en général) ;
- orfèvrerie, joaillerie, sculpture ;
- métaux (ouvriers en fer ; ouvriers en métaux divers ; objets divers de fantaisie, armures) ;
- étoffes et habillement (soie ; drap et lainage ; toiles ; vêtements ; friperie) ;
- cuirs et peaux (chaussures et vêtements ; sellerie et harnachement) ;
- bâtiment ;
- métiers divers.

Mais la répartition, la hiérarchie et la réglementation des métiers qui est propre à Paris peut varier considérablement dans les autres villes ; le pouvoir royal s'efforce, dès le XIIIe siècle avec le Livre des métiers d'Étienne Boileau de réglementer les métiers.

#### Réglementation des corps de marchands auXVIesiècle
La royauté n'eut pas la force d'arrêter dans le corps de métier même des abus qui étaient en germe depuis longtemps et qui, à la faveur des troubles religieux, florissaient alors dans tout le système corporatif : despotisme de quelques familles se partageant les charges honorifiques et lucratives, exagération des droits d'entrée dans la Corporation, exigences et partialité pour l'acceptation des chefs-d'œuvre, etc.. Vers la fin du Moyen Âge les plus importantes corporations de Paris avaient pris le pas sur les autres dans les cérémonies publiques. Peu à peu elles formèrent une sorte d'aristocratie dont la composition a changé avec la fortune des métiers et dans les rangs de laquelle il y avait plus d'aspirants que d'élus.
Les marchands sont regroupés en six, puis en sept grands corps de marchands dont dépendent une multitude de métiers, sous le contrôle du prévôt des marchands :
- draperie, qui regroupe les métiers du textile, et leur commercialisation ;
- épicerie, qui regroupe les métiers de l'alimentation ;
- mercerie, qui regroupe les métiers du négoce de marchandises produites par les autres métiers ou importées. L’économiste Jean-François Melon a dit d'eux : « Marchands Merciers, vendeurs de tout, faiseurs de rien »[6] ;
- pelleterie, qui regroupe les métiers du cuir, et leur commercialisation ;
- bonneterie, qui regroupe les métiers de l'habillement, et leur commercialisation ;
- orfèvrerie, qui regroupe les métiers des métaux et des pierres précieuses (vaisselle, bijoux), et leur commercialisation ;
- marchands de vin, ancien métier banal, dont dépendent les cabaretiers (les actuels cafés).

C'est au commencement du XVIe siècle qu'on voit les six corps de marchands de Paris investis d'une sorte de consécration officielle. En 1629 la Ville leur donna des armes dans lesquelles figurait la nef des armes de Paris ; les orfèvres refusèrent, ne voulant pas renoncer à leur antique écu. Les marchands de vin, depuis la fin du XVIe siècle, s'efforçaient de s'insinuer dans cette aristocratie, qui les repoussait avec dédain ; ce n'est qu'en 1776 que, grâce à la réunion des drapiers et merciers en un même corps, ils y trouvèrent régulièrement place.
La royauté aurait bien voulu remédier aux abus et, pour cela, mettre plus directement les corporations industrielles sous sa discipline. C'était une tendance déjà ancienne qui, sous les seconds Valois, se lia au progrès général de la législation et de l'administration royale. Par exemple, les marchands de vin ont été érigés en septième corps par Henri III en 1585. Deux édits particulièrement importants caractérisent cette politique : celui de décembre 1581, qui, publié en pleine Ligue, n'a presque pas eu d'effet, et celui d'avril 1597 qui, rendu quand Henri IV était maître de son royaume, en a eu un peu plus. Ces édits reposaient sur ce principe qu'il appartenait au roi d'autoriser l'exercice des métiers et d'en régler les conditions ; ils avaient pour objet d'organiser en corps tous les artisans du royaume, de rendre moins exclusif le régime de la corporation en facilitant l'admission, de supprimer les abus des jurandes et confréries en plaçant les corporations sous la surveillance immédiate des officiers royaux, enfin de prélever une taxe sur les brevets de maîtrise. La bourgeoisie de la capitale était privilégiée par ces édits, car les maîtres reçus dans ses corporations avaient la faculté de s'établir dans toutes les villes du royaume, tandis que les maîtres reçus en province n'avaient pas le droit de s'établir à Paris.
À mesure que s'étendait l'autorité royale, l'organisation des métiers de Paris devenait un type sur lequel se modelèrent les communautés de marchands des autres villes. Il y eut dès lors plus d'uniformité dans les statuts. Paris conserva toujours une situation privilégiée. L'ordre étant rétabli après les guerres civiles, la royauté aurait pu renoncer à maintenir le régime corporatif.
Au Moyen Âge, dans un temps où la police générale assurait très mal la sécurité des individus isolés, où le droit revêtait d'ordinaire la forme de concessions et de privilèges, les artisans avaient trouvé dans le corps de métier une forteresse à l'abri de laquelle leur industrie s'était défendue et avait grandi. Au lieu d'en ouvrir plus largement les portes de cette forteresse à mesure que l'industrie se développait, ils s'appliquèrent constamment à en rehausser les barrières et à y multiplier les obstacles.

#### Sous la royauté
Les communautés de métiers passèrent complètement sous l'autorité royale à partir du XVIIe siècle. Au commencement de la guerre de Hollande, Colbert, poursuivit l’œuvre commencée sous Henri IV en 1597 et, par l'édit du 13 mars 1673, prescrivit l'organisation en communautés autonomes de tous les métiers dans toutes les villes et bourgs importants du royaume.
Chaque métier avait un statut officiel publié par lettres patentes dans lequel était précisé le nombre de jurés et d'examinateurs de la profession, le nombre maximum d'apprentis qu'un maître pouvait prendre, son âge minimum et la durée maximum de l'apprentissage, les travaux qu'il était interdit de faire faire aux enfants, les procédures de réception des maîtres et la limitation du travail de chef-d’œuvre, les modalités d'embauche et de licenciement des compagnons, ainsi que les normes de qualités et de déontologie. D'une façon générale, il y avait trois grades dans tous les métiers : maître, compagnon, apprentis ; seuls les maîtres avaient le droit de vendre leurs produits au public, il était interdit de payer les compagnons à la pièce, ils devaient être engagés au moins à l'année et payés au temps passé. Il y avait environ 100 jours fériés en comptant les dimanches et fêtes. Les engagements et les licenciements se faisaient pour tous les compagnons le même jour de l'année, souvent le jour de la fête du saint patron du métier. Les communautés de métiers avaient une ou plusieurs confréries charitables qui vivaient de dons, de quêtes et de legs, et qui assuraient les œuvres sociales du métier : hôpital, écoles professionnelles, secours divers, cérémonies de sépulture honorable.
Des nouvelles maîtrises étaient créées. À Paris, par exemple, comme aucun limonadier ne s'était présenté pour acheter la nouvelle maîtrise et constituer le corps, un arrêt du Conseil d'État nomma d'office syndic et jurés et exigea que tout limonadier payât dans la journée du lendemain 150 livres, moitié du prix du brevet.
C'est à cet édit que la communauté des couturières de Paris doit son existence. « Il n'appartiendra qu'aux marchands maîtres tailleurs, disaient les statuts des tailleurs de 1660, de faire et vendre toutes sortes d'habits et accoutrements généralement quelconques à l'usage d'hommes, de femmes et d'enfants ». Cependant les tailleurs employaient beaucoup d'ouvrières ; beaucoup de femmes, d'autre part, faisaient de la couture pour leur compte personnel malgré les statuts. Les couturières, au nombre peut-être de 3.000, furent comprises en 1673, dans la liste des métiers de Paris à ériger en corporation. Ce ne fut toutefois qu'en 1675 que le roi ordonna la création, ayant entendu « la demande de plusieurs femmes et filles appliquées à la couture pour habiller jeunes enfans et femmes et ayant montré que ce travail était le seul moyen de gagner honnêtement leur vie» ; ces femmes suppliaient qu'on érigeât leur métier en communauté. Elles représentaient qu'« il estait assez dans la bienséance et convenable à la pudeur et à la modestie des femmes et filles de leur permettre de se faire habiller par des personnes de leur sexe lorsqu'elles le jugeront à propos, que d'ailleurs l'usage s'était tellement introduit parmi les femmes et filles de toute condition de se servir des couturières pour faire leurs jupes, robes de chambres, etc. ; que nonobstant les saisies qui estoient faites par les jurez tailleurs et les condamnations prononcées contre les couturières, elles ne laissoient pas de travailler… ». Les couturières furent en effet constituées en communauté et purent légalement servir leur clientèle et faire concurrence aux maîtres tailleurs qui restèrent, il est vrai, investis exclusivement du droit de confectionner le corset et le vêtement de dessus. Cet épisode donne une idée des mille rivalités de métiers et des entraves au travail qui étaient alors la conséquence de l'organisation corporative.
Un édit de 1673 porta à Paris le nombre des Communautés d'arts et métiers de 60 à 83 en 1675, et un édit de 1691 porta ce nombre à 129 en 1691. Ce dernier édit (14 mars 1691), rendu au moment où la guerre venait de se rallumer, était inspiré aussi par la fiscalité et visait les communautés d'arts et métiers, Il substituait aux jurés électifs, qu'il accusait de complicité dans les infractions aux statuts, des jurés en titre d'office (offices vendus par le roi et à son profit). Un édit complémentaire (décembre 1691) imposa ces offices même aux métiers qui n'avaient ni maîtrise ni jurande. Derrière le prétexte d'ordre public, le roi laissait percer le vrai motif lorsque, réglant les droits de visite et de finance (droits de visite qui étaient fixés et augmentés, ainsi que ceux de maîtrise), il ajoutait qu'il espérait en « tirer dans les besoins présens quelque secours pour soutenir les dépenses de la guerre ».
Des communautés s'alarmèrent de l'intrusion d'étrangers dans leurs affaires. Payer pour payer, elles aimèrent mieux racheter elles-mêmes ces offices plutôt que de subir les officiers. L'administration royale, qui au fond ne voulait que de l'argent, accepta. Les six corps de marchands de Paris payèrent 634 000 livres, les marchands de vin s'acquittèrent pour 120 000 livres, les orfèvres pour 6 000, les fripiers pour 35 000, les bouchers pour 30000, etc. Pour servir les intérêts des emprunts qu'ils contractèrent, ils durent les uns et les autres augmenter les droits de maîtrise et de visite. Le droit de maîtrise des orfèvres fut porté à 1.000 livres.
En 1694, le roi créa dans chaque communauté un nouvel office : celui d'auditeur-examinateur des comptes ; puis furent créés une succession d'offices de tout genre imaginés par les contrôleurs généraux en détresse. Quand ces créations s'adressaient à des communautés d'arts et métiers qui avaient du crédit, celles-ci se rachetaient ; mais elles restaient grevées au détriment de l'industrie.

### Classification générale des métiers
Les métiers, au sens général du terme, sont classés en trois catégories :
- Les métiers jurés qui organisent des artisans de même métier sous un statut particulier qu'ils doivent jurer de respecter, ce qui permet à leur juridiction disciplinaire de pouvoir les sanctionner civilement pour manquement à leur serment. Ils ont le droit de s'administrer eux-mêmes et sont considérés comme égaux à l'intérieur de la communauté qui a une personnalité juridique.
- Les métiers réglés réunissent des artisans dont les statuts sont approuvés ou même donnés par les autorités royales qui en assurent l'administration.
- Les métiers libres que tout le monde peut exercer sans apprentissage ni formalités.

Dans les corporations où il n'y a pas assez de maîtres d'une profession pour former une communauté, les métiers jurés deviennent des métiers réglés relevant du statut royal et du pouvoir de l'intendant.
Les communautés de métiers (alias corporations), dont la fonction est d'organiser une profession dans sa dimension temporelle ou matérielle, sont des institutions différentes des confréries dont la fonction est de prendre en charge tout ou partie des membres d'une communauté de métier dans le domaine spirituel, c'est-à-dire du culte, de l'instruction (écoles professionnelles) de l'assistance sociale (hôpitaux, hospices, caisses de secours). Ainsi, chaque communauté de métier se trouvait doublée par une ou plusieurs confréries charitables indépendantes, tirant leurs ressources de dons et de legs volontaires.

#### Communautés banales
Il s'agit des professions qui ne sont ni cléricales, ni marchandes et qui dépendent au niveau local d'un ban, c'est-à-dire dans les seigneuries de la campagne du seigneur haut-justicier et de son procureur fiscal, dans les seigneuries urbaines du châtelet, et au niveau national d'un Grand officier de la couronne. C'est le cas :
- de la Boulangerie dont la profession ressort du grand panetier du roi ;
- de la Boucherie, viandes crues ;
- de la Charcuterie, viandes cuites ;
- du Bâtiment dont les principaux métiers sont la Maçonnerie et la Charpenterie et qui dépendent du surintendant des bâtiments du roi avec une juridiction souveraine, la Chambre de la Maçonnerie siégeant au Palais du roi ;
- des cabaretiers qui ressortent du grand bouteiller du roi avant d'être agrégés aux marchands, tandis que la perception des taxes sur les vins est assurée par les bureaux dépendants de la cour des aides ;
- de l'Armurerie (armuriers et fourbisseurs d'armes) dont la fabrication, la vente et l'usage dépendent du grand maître de l'artillerie et des maréchaux de France ;
- des Marchands-tapissiers qui se regroupent en 1636 et se spécialisent au XVIIIe siècle dans le commerce, la production de tissus ou l'ameublement. Certains sont attachés au service de grandes maisons pour l'entretien du mobilier : ce sont les valets de chambre-tapissiers, la charge la plus honorifique étant celle des Tapissiers-Valets de chambre du roi qui dépendent du grand chambellan ;
- des « Peintres et tailleurs d'images », appelés corporation ou guilde de Saint-Luc (en raison du premier portraitiste chrétien, Saint-Luc qui fit le portrait de la Vierge) et qui rencontrera la concurrence de l'Académie royale de peinture et de sculpture, créée au milieu du XVIIe siècle ; pour y faire face, elle reproduit l'organisation de cette dernière en ouvrant l'école de la Maîtrise, une académie avec des membres sélectionnés et même un salon d'exposition présentant des œuvres de ceux-ci ;
- des menuisiers. Au Moyen Âge, on distingue ceux de grande (charpente) et de petite (menuiserie, dont les huchiers, spécialisés dans les huches ou pétrins et les coffres) cognée. À la suite de l'apparition de l'ébénisterie au XVIIe siècle à la suite du commerce des bois précieux, la corporation des ébénistes est fondée à Paris en 1743 séparément des menuisiers, qui se spécialisent dans le siège. Les menuisiers ont le privilège du Parlement de Paris de produire des meubles depuis 1637 et pour ce faire la nécessité d'apposer une estampille, procédé qui commencera de se développer sous la Régence et deviendra obligatoire avec la création de la corporation des ébénistes en 1743 ;
- des « Musiciens et facteurs d'instruments », qui seront ensuite organisés en Académie royale de musique ;
- des Forgerons et de la Sidérurgie, de la Verrerie, de la Charbonnerie[7], de la Papeterie, de la Porcelaine, des Mines dont les activités sont aussi permises aux membres de la Noblesse, à condition d'être exercées comme maîtres, « en grand et sans tenir boutique » ;
- de la production des grains, des fruits et des légumes, dont la vente doit se faire obligatoirement en public dans les halles ou marchés avec une criée, et à un prix collectif ;
- des pêcheurs, des marins, etc.

#### Communautés de clercs
La plus connue est l'université avec ses facultés qui sont autant de communautés jurées :
- la Théologie, dont dépendent tous les docteurs et maîtres des collèges de l'université ;
- le Droit, dont relèvent une foule de catégories de clercs exerçant des fonctions administratives et qui forment autant de communautés, comme les conseillers d'État, les notaires apostoliques, les clercs du Palais restés célèbres par leur puissante confrérie de la basoche ;
- la Médecine, formée de tous ceux qui ont été reçus docteurs et dont dépendent l'École de médecine et l'Hôtel-Dieu. Elle ne comprend ni la Chirurgie qui relève des Barbiers (à l'exception des chirurgiens de l'Hôtel-Dieu) jusqu'à la création de l'Académie royale de chirurgie, ni la Pharmacie (les Apothicaires sont des marchands).

À côté de celles-ci, l'Université se subdivise, comme celle des marchands, en une multitude de corps correspondant aux différentes fonctions auxquelles forme :
- les maîtres de la Librairie, dont dépend toute l'imprimerie (sauf l'Imprimerie royale) ;
- les maîtres des Messageries (la Poste aux lettres relevait de l'Université) ;
- la Parcheminerie (le parchemin et le papier) ;
- la Cirerie qui fabrique et vend les bougies, les chandelles, la cire pour les sceaux, etc.

#### Communautés des métiers nobles
On retrouve le même type d'organisation en communautés jurées ou réglées chez les officiers militaires (ordres de chevalerie, maréchaux de France, etc.) et de judicature (magistrats, avoués, huissiers, etc.) qui forment de véritables corps avec un nombre fixe de postes qui correspondent aux maîtrises.
D'une façon générale, il n'est pas abusif de considérer que, sous l'Ancien-Régime, la Noblesse est la communauté professionnelle nationale correspondant aux métiers des armes et de la justice, dans laquelle l'adoubement de l'écuyer comme chevalier correspond chez les artisans à la cérémonie de réception des compagnons comme maîtres, et chez les clercs à la réception du bachelier comme maître ou docteur.

#### Communautés bourgeoises
Les villes qui ont le pouvoir de se défendre et de s'administrer ont elles aussi un statut qui en fait des communautés jurées ou réglées, avec des corps d'habitants qui exercent collectivement les différentes fonctions nobles de la ville et dans lesquels on est admis par élection ou par une épreuve: conseil municipal, corps d'archers et l'arbalétrier, etc. Ce sont presque toujours les principales communautés de métiers de la ville qui constituent les collèges électoraux de la Municipalité (consuls, échevins, capitouls, etc.).

## Pouvoir de réglementation

### Production de norme
Ces communautés, que leur caractère obligatoire met en situation de monopole collectif, ont un pouvoir de réglementation du travail (conditions de l'apprentissage, de l'engagement, salaires, etc.), de la production (normes de qualités, règles de l'art) et de la commercialisation (poids et mesures, conditions de paiement, bourses).
Les communautés les plus riches ou les plus grandes sont représentées de droit au niveau politique où elles imposent des décisions jusqu'à la fin du XVIIIe siècle. Elles ont la responsabilité de la qualité des produits vis-à-vis du public et assurent à leurs membres la propriété collective des techniques, des procédés et des modèles ; ce faisant, elles garantissent à leurs membres un domaine d'activité qui porte sur une catégorie de biens ou de services dont le regroupement constitue la spécialité professionnelle. Les litiges pour étendre ce domaine et gagner ce qu'on appelle aujourd'hui des parts de marché, opposent les métiers voisins, ou les communautés d'une ville avec des communautés foraines, dont l'activité n'est permise que dans le cadre des foires ou sous le contrôle de la communauté locale.
Il était défendu de travailler les jours de fête et les dimanches, ce qui constituait un chômage obligatoire annuel de plus de quatre-vingts jours.
Il était défendu pour des communautés de métier (par exemple dans le bâtiment) :
1. De travailler les samedis et les veilles des fêtes, après vêpres en temps ordinaire et après complies en temps de carême, afin de bien se préparer à la solennité du lendemain ;
2. De travailler la nuit, dans la plupart des métiers ;
3. De travailler en dehors de la vue du public, ce que l’on appelait « ouvrer en cachette »[4] ;
4. De s’associer entre artisans.

Chacun des métiers ne pouvait empiéter sur un autre métier : ainsi le huchier qui fabriquait les huches, pétrins, coffres divers, etc. ne pouvait aucunement fabriquer les portes ou les fenêtres comme l’huissier, ni les lambris comme le lambrisseur, pas plus que ces deux sortes d’ouvriers spéciaux ne pouvaient fabriquer les coffres. D’autres prescriptions particulières existaient dans tous les métiers.

### Jurande
Du temps de Saint-Louis, l’organisation ouvrière que formait la corporation comprenait les maîtres, les valets et les apprentis. Ils s’engageaient, sous la foi du serment prêté sur les reliques et les évangiles, au respect des règlements et de l’autorité des jurés qui étaient les gardes du métier, les inspecteurs du travail et les protecteurs du personnel ouvrier. Du serment prêté par tous les membres d'une corporation dérive les mots Juré et Jurande.
Les jurés étaient chargés de visiter les maîtres et de vérifier la qualité des ouvrages ainsi que de présider toutes les cérémonies d'entrée dans la corporation. Ils étaient le plus souvent élus par l'assemblée des maîtres et nommés par les autorités publiques. Leurs mandats étaient généralement courts, un an.
Les jurés des charpentiers et ceux des maçons étaient nommés à vie, tandis que dans tous les autres métiers, ils étaient élus pour deux années seulement par l'assemblée des maîtres. Les charges de jurés-charpentiers et maçons étaient donc de véritables offices. Charles VI en défendit la vente (lettres patentes de Charles VI, 1405).

### Accès aux emplois et au marché
Les statuts des organisations professionnelles laissent peu paraître les réalités de la vie en leur sein, d'autant plus qu'elles avaient coutume de brûler leurs archives après chaque élection, et il faut pour cela faire un travail d'historien en recherchant les archives du contentieux, et en étudiant les récits et les mémoires du temps.
L'organisation en corps de métiers empêche la création de grosses firmes monopolistiques : elle limite le nombre de maîtrises en fonction de la population, limite pour chaque maître le nombre de compagnons et d'apprentis, organisant ainsi le marché en nombreuses petites entreprises individuelles de taille équivalente, ce crée les conditions optimales de concurrence, et donc un haut niveau de salaire et de qualité.
Pour les grosses entreprises nécessitants des moyens beaucoup plus considérables, une dérogation au statut du métier est demandée au roi et accordé sous forme d'un statut particulier appelé privilège royal créant une manufacture privilégiée.
Si l'on s'en tient à la littérature anticorporative des économistes et aux cahiers de doléances, il est reproché aux communautés de métiers de rendre difficile l'accès aux professions organisées :
1. Fermetures de droit (exercice du métier réservé aux héritiers, seuls les fils ou les gendres pouvaient devenir maître à leur tour),
2. Fermetures de fait (impossibilité de la mobilité sociale dans les corporations, les héritiers disposent d'un temps plus court d'apprentissage, payement d'un droit d'entrée dans le métier).

Dans la seconde moitié du XVIIIe siècle, l'industrie française avec ses innombrables petites entreprises et ses grandes manufactures privilégiées reste, de loin, la plus productive et la plus innovante du monde, tout en assurant aux compagnons et aux apprentis un niveau de vie très convenable. Elle empêche aussi la création de grosses fortunes.[réf. souhaitée]
D'autre part, le caractère en partie héréditaire de la transmission d'un métier n'est pas propre aux corps de marchands : il est la règle dans toutes les professions, qu'il s'agisse d'offices royaux, de bénéfices ecclésiastiques, de domaines agricoles, ou de maisons de négoce: il n'y a pas plus de familles ou de dynasties chez les maîtres artisans que chez les magistrats, les marins, les militaires ou les banquiers.

## Organisation et hiérarchie
Les différentes communautés de métier locales ont une représentation nationale, dont le statut et la position dans l'État est assez variée et trouve son origine dans l'histoire de leur apparition et de leur institutionnalisation.
C'est ainsi que, parmi les neuf corps des marchands, les merciers (les négociants) élisent un roi qui devient si puissant qu'Henri IV supprime son office pour le remplacer par une commission de surintendant (ministre d'État) du commerce auquel sera adjoint par la suite le conseil supérieur du commerce.
Il existe trois grades dans presque toutes les professions.
Le principe fondamental est de distinguer le maître qui a le droit de vendre au public et qui est rémunéré par le prix de vente (d'où leur désignation par le terme de marchand) et le compagnon qui ne doit pas être payé pour sa production (c'est-à-dire à la pièce) mais pour son temps de travail. En dehors de ces deux catégories, il existe des apprentis placés par leurs parents sur la base d'un contrat souvent passé devant notaire, et dont le statut, très précis pour chaque métier, définit la durée, les travaux qu'il peut faire en fonction de son âge, le nombre d'apprentis qu'un maître peut prendre en même temps (en général pas plus d'un ou deux), etc.

### Le travail dans les communautés de métier
Les communautés de métiers offraient un cadre général à l'emploi qui correspond actuellement à celui d'une administration ou d'une grande firme regroupant un grand nombre de services, d'agences, de succursales ou d'unités de production qui restent financièrement autonomes.
Elles prenaient en charge le contrôle de la qualité, la représentation des intérêts collectifs, la réglementation sociale, les conditions de commercialisation et la formation de leurs membres. Elles étaient propriétaires d'un savoir-faire, de procédés et de modèles qu'elles s'efforçaient d'améliorer pour asseoir leur renommée en dehors de la province (par exemple la coutellerie de Langres fournissait des instruments de chirurgie).
Le régime des communautés de métiers est un système de statuts légaux qui définissent d'une part les métiers, d'autre part à l'intérieur des métiers, les droits et les obligations des trois principales catégories de membres : apprentis, compagnons, maîtres, auxquels s'ajoutent les jurés, les gardes, etc. La spécialisation aboutit à la création de nouveaux métiers, ou sous-métier.

#### Apprentissage
L'apprentissage commence vers 14 ans et sa durée varie selon les corps de métier de 2 ans à 12 ans (4 ans pour la plupart des métiers). L'apprenti (ou l'apprentise quand c'est une fille) est logé et nourri chez le maître (ou la maîtresse quand c'est une fille) auquel ses parents ou tuteurs doivent payer les frais de son entretien : un contrat d'apprentissage est passé par écrit, très souvent devant un notaire. Des écoles professionnelles, qui dépendent des communautés de métier, donnent un enseignement théorique collectif, parfois de plus haut niveau que celles de l'Université, par exemple en arithmétique et en géométrie pour les horlogers. Une fois reçu, l'apprenti prête serment auprès des jurés, puis il est inscrit comme compagnon de ce métier sur le registre de la ville.
Le nombre des apprentis était fixé par les statuts des divers métiers. Certains métiers pouvaient avoir un nombre illimité d’apprentis.
Les apprentis appartenant à la famille du maître ne devaient aucune redevance ; ceux d’ordre privé, au contraire, payaient, pour leur admission, des sommes considérables au roi, aux gardes du métier ou jurés, à la confrérie. Le maître versait, en même temps, une somme égale.
Les statuts des métiers fixent la durée de apprentissage, ainsi que le prix de l’admission des apprentis dans l’atelier du maître.

#### Ouvriers aloués[4]
Les valets, varlets aloués ou simplement aloués, étaient les ouvriers aujourd’hui. Autrefois le mot ouvrier était un terme général qui s'appliquait à tous les artisans, maîtres et ouvriers.
Les aloués se louaient aux maîtres pour un temps déterminé, soit à la semaine, au mois, à la demi-année, à l’année ; par exception, on les engageait quelquefois seulement pour un jour, mais on ne devait pas le dépasser, autrement, au commencement du second jour, il fallait régulariser le louage suivant la coutume.
À Paris, le lieu d’embauchage des ouvriers charpentiers, des huchers, huissiers, etc., était le même que celui des maçons. C’était « la place jurée à l'Aigle au carrefour des Chans » près de la rue St-Antoine. Les ouvriers devaient s’y rendre « sanz asamblée et sans bannie », c’est-à-dire paisiblement, sans bruit ni désordre.
Après avoir été reconnus capables au point de vue du travail et donné des preuves de leur conduite, les ouvriers prêtaient serment d’obéir aux règlements et de dénoncer les contraventions qu’ils verraient commettre, avec le nom des coupables, même s’il s’agissait de leurs maîtres. Mais, pour être admis comme valet dans l’atelier d’une ville quelconque, il fallait avoir fait son apprentissage dans la localité même. Autrement, il fallait redevenir apprenti. Le maître ne pouvait prendre chez lui les valets d’un confrère sans s'être assuré qu’ils étaient libérés de leurs engagements.
Parmi les jurés se trouvaient souvent des valets.

#### Compagnonnage
Le compagnonnage désigne ceux qui peuvent être engagés pour travailler comme salarié dans un métier. Les compagnons sont en général tous engagés le même jour de l'année (connu par le nom d'un saint), à terme fixe et pour une durée d'un an, ce qui n'empêche pas qu'ils puissent être réengagés par le même maître pendant plusieurs années. Ils se distinguent de ce fait des ouvriers des professions libres qu'on désigne sous le nom de journaliers.
Dans quelques professions comme le bâtiment, le compagnon entame un tour de France, afin de connaître d'autres techniques et de parfaire son expérience.
C'est au XIXe siècle, à cause de la persistance de l'interdiction des syndicats d'ouvriers et d'artisans, que des associations clandestines se créent, comme celle des Dévorants (compagnons du Devoir), qui ont progressivement mis en place un réseau d'auberges et de bureaux de placement dans chaque ville. Ces associations ouvrières sont, depuis le succès de la grève des compagnons charpentiers après la Révolution française, interdites et réprimées par les gouvernements qui se succèdent jusqu'au début du XXe siècle. Elles sont accusées par les manufacturiers et les financiers de violer le principe de la liberté du travail, de faciliter les grèves, de faire des ententes sur les salaires et les conditions d'embauche et ainsi de concourir à baisser la profitabilité de leurs affaires.

#### Maîtrise
La maîtrise désigne le compagnon qui a montré, par son chef-d'œuvre, la capacité d'exercer un métier à son compte, c'est-à-dire en vendant publiquement sa production, en employant des compagnons et en formant des apprentis. Le chef-d'œuvre est, au sens propre, la première œuvre qu'un compagnon a réalisée seul et qui est d'une qualité suffisante pour mériter d'être proposée à la vente comme œuvre du métier. Il s'agit d'un objet ou d'une prestation qu'il doit réaliser afin de prouver qu'il a acquis tout le savoir-faire du métier, et qui est présenté devant un jury d'examinateurs, comme c'est toujours le cas des thèses. Les travaux exigés par les jurés des métiers tendent à être de plus en plus complexes, et des mesures sont prises par les autorités royales pour limiter cet abus en fixant pour chaque métier la nature de l'exercice et le nombre de journées nécessaires (par exemple pour les blanchisseuses, laver, repriser, plier, empeser, repasser un trousseau dont la liste est donnée avec les tissus, les dentelles, etc.). Dès que son chef-d'œuvre a été reçu, le compagnon peut s'établir comme maître, mais le nombre de maîtrise des métiers non libres est toujours fixe (comme pour les offices, et comme aujourd'hui pour les postes de la fonction publique) de telle sorte qu'il faut racheter son métier à un autre maître qui se retire (comme actuellement pour les pharmacies). Le prix est en général payé sous forme d'une rente qui tient lieu de retraite à l'ancien maître. Ce sont les autorités royales qui, par l'intermédiaire des intendants, créent de nouvelles places, soit en fonction de l'évolution démographique, soit automatiquement à l'occasion des avènements, soit en surnombre pour établir des enfants trouvés ou indigents des hôpitaux généraux. Ces maîtrises gratuites ne trouvent pas facilement des candidats du fait qu'elles ne donnent pas l'emplacement, l'outillage, la clientèle, le personnel qui existent déjà lorsqu'un compagnon achète une ancienne maîtrise.

#### Hiérarchie et promotion
L’ouvrier et l’apprenti devaient être admis par la communauté. De là, une hiérarchie à laquelle nul ne pouvait se soustraire. L’ouvrier indépendant était inconnu. Mais aussi, et par compensation, il vivait dans l’intimité de la famille du maître, au milieu d’une atmosphère d’indulgente affection ; il se sentait soutenu, aimé et, au besoin, protégé par les règlements du métier. L’apprenti, s’il était en butte aux mauvais traitements, cherchait des témoins, déposait sa plainte. Le maître était alors admonesté et s’il n’obéissait pas aux remontrances qu’on lui avait faites, on lui retirait son apprenti que les jurés plaçaient ailleurs.
Chaque promotion dans la vie d'un artisan est marquée par des rites de passage, c'est-à-dire une épreuve et une cérémonie de réception donnant lieu à un droit d'entrée ou de « vinage ». La somme des droits d'entrée, les amendes perçues par les jurés dans le cas de fraudes et les droits sur les productions foraines constituent les revenus de la corporation : il n'est pas perçu de royalties pour les procédés techniques et les modèles. Celui des confréries consiste dans des dons ou des legs constitués en revenus ou en rentes, par un tarif des cérémonies (messes à l'intention d'un membre) qui sont complétés par des quêtes publiques.
Une réelle concurrence existe entre les maîtres à l'intérieur de la corporation et certains maîtres deviennent plus prospères et plus influents que d'autres. Ce sont eux qui sont élus aux offices de métier (garde, prévost, juré, syndic) et qui assurent la défense de ses intérêts auprès des municipalités dont les conseils sont, à cette époque, élus parmi les représentants des différents métiers.

#### Charges
Le guet, auquel les maîtres des métiers étaient assujettis, était une institution romaine, introduite de bonne heure dans les Gaules. C’était la surveillance de nuit dans les villes. Clotaire II en règle l’exercice dès 595 ; il ordonne que les gardes du guet qui entretenaient intelligence avec les voleurs et les laissaient échapper, répondraient des vols commis et seraient frappés d’une amende de cinq sols. En 813, Charlemagne frappe d’une amende de quatre sols, ceux qui se soustrayaient au service du guet.
Saint Louis, sur la demande des maîtres des métiers parisiens, leur permit, en 1254, de faire le guet « pour la sûreté de leurs corps et biens, pour remédier aux maux qui survenaient toutes les nuits dans la ville, tant par le feu, vols, larcins, violences, ravissements de femmes, enlèvements de meubles par locataires pour frustrer leurs hôtes ». Le guet royal faisait les rondes, le corps était commandé par le Chevalier du guet. Le maître devait le guet jusqu’à l’âge de soixante ans. Ce service commençait à l’heure du couvre-feu et se terminait au lever du soleil. Le tour de garde revenait à peu près toutes les trois semaines et le guet des métiers, à cette époque, devait réunir, chaque soir, à peu près soixante hommes.

### Intérêt des communautés de métier
Les papes ont toujours mis les communautés de métiers à la base de l’organisation sociale. Dans leur esprit, il ne s'agissait pas de ressusciter les anciennes corporations dans l'état identique où elles ont existé, mais comme le disait le père Charles Maignen : « Tout en tenant compte de la différence des temps et de certaines transformations introduites par les machines dans les conditions de travail, il reste encore, dans l’organisation ancienne des corporations de métiers, certains éléments essentiels, certains principes de conduite et d’organisation qui n'ont pas vieilli, qui ne sont pas devenus caducs, parce qu'ils répondent à des besoins et à des états permanents de la nature humaine et à l’intérêt commun, soit de la société entière, soit des hommes qui vivent de l’exercice d’une même profession ».
Le pape Léon XIII par exemple a dénoncé la suppression des corporations de la façon suivante dans sa fameuse encyclique sociale Rerum novarum (1891) :
« Le dernier siècle a détruit, sans rien leur substituer, les corporations anciennes qui étaient pour eux (hommes des classes inférieures) une protection. Les sentiments religieux du passé ont disparu des lois et des institutions publiques et ainsi, peu à peu, les travailleurs isolés et sans défense se sont vu, avec le temps, livrés à la merci de maîtres inhumains et à la cupidité d'une concurrence effrénée ».

### Archives des métiers
Beaucoup de documents sur les corps de métier ont été perdus ou dispersés à la suite de la Révolution, après la suppression des corporations en 1791 par le décret d'Allarde et la loi Le Chapelier. Les archives sur la réglementation et sur le contrôle administratif des métiers sont conservées aux archives nationales, ou dans les archives départementales et communales.

## Fin des corporations
Dans la seconde moitié du XVIIIe siècle, le colbertisme était battu en brèche et les idées de liberté du travail et du commerce se répandaient par les écrits des économistes. Plusieurs ministres s'en inspirèrent et l'esprit nouveau pénétra quelque peu dans l'administration. Un arrêt du conseil du 25 mars 1755 ordonna qu'à l'exception de Paris, Lyon, Rouen et Lille, les villes du royaume seraient ouvertes à tout sujet français qui voudrait s'y fixer après avoir justifié de son apprentissage et de son compagnonnage. Quoique le roi, à la suite d'arrangements financiers avec les corps de métiers de Paris, eût annoncé, en septembre 1757, qu'il n'émettrait plus de lettres de maîtrise, il rendit, en mars 1767, un édit composé, comme les précédents, d'un mélange d'esprit libéral et d'esprit de fiscalité, par lequel il créa un certain nombre de brevets dans chaque corps d'état (12 dans chaque métier de Paris) « en faveur des compagnons et aspirans dépourvus des moyens de payer des frais de lettres pour leur tenir lieu de lettres de maîtrise ». Pour la première fois les étrangers étaient admis comme les nationaux à acquérir les lettres. Mais en même temps les acquéreurs étaient autorisés à se constituer en corporation dans les localités où leur corporation n'existait pas : ce qui devait avoir pour résultat une extension du monopole corporatif. Il est vrai que l'édit paraît avoir eu peu d'application. En tout cas les six corps de marchands protestèrent contre une mesure qui, admettant les étrangers, pouvait introduire des juifs dans les communautés.
Les physiocrates puis les libéraux, ont repris les doctrines économiques anglaises[Lesquelles ?] contre les organisations des métiers industriels, commerciaux et financiers, comme les protections douanières et l'interdiction du prêt à intérêt. Les arguments retenus sont que l'organisation des métiers constitue un frein à l'innovation et à l'investissement. Leurs principaux détracteurs sont d'abord François Quesnay, puis Vincent de Gournay et Turgot qui prend des mesures pour les supprimer, en même temps que sont passés des accords de libre-échange avec l'Angleterre où est éditée toute la littérature économique anti-corporative et anti-protectionniste. La chute des salaires, la désorganisation de la production, la pénurie et la hausse des prix provoquée par la spéculation sur les grains, obligent à reporter les nouvelles mesures et à rétablir l'organisation des métiers selon un modèle qui devient national : les droits d'accès au métier sont alors directement perçus par l'État sous le nom de patente.
Ce sont finalement l'abolition des privilèges le 4 août 1789, le décret d'Allarde (qui est en fait une loi) les 2 et 17 mars 1791, et la loi Le Chapelier (dont les dispositions interdisant les syndicats resteront un siècle dans le code pénal de 1812) le 14 juin 1791 qui mettent fin à l'ancienne organisation du travail en liquidant toutes les communautés de métiers. Leur savoir-faire et leurs modèles sont mis dans le domaine public, tandis que la loi du 7 janvier 1791 institue la propriété privée des brevets et fonde l'Institut national de la propriété industrielle.
Des corporations de droit public subsistent encore de nos jours :
- dans les départements de la Moselle, du Bas-Rhin et du Haut-Rhin où le droit local alsacien-mosellan régit spécifiquement les professions artisanales ;
- pour les professions encore réglementées, qui sont le plus souvent d'anciennes communautés universitaires, comme la médecine, la pharmacie, le barreau, le notariat, les huissiers de justice, mais aussi les architectes, les experts-comptables, les géomètres-experts, etc. ;
- les professionnels du secteur des pêches maritimes (loi du 18 novembre 1997).